# Toby Keith
Toby Keith Covel (Clinton (Oklahoma), 8 juli 1961 – 5 februari 2024) was een Amerikaanse countryzanger en acteur.

## Voorgeschiedenis
Toby Keith kwam voor de eerste keer met muziek in aanraking in het restaurant van zijn grootmoeder, waar af en toe countrybands optraden. Zijn eerste belangstelling ging echter uit naar American football en rodeo's. Na afsluiting van zijn schooltijd ging hij werken in de olie-industrie. In zijn vrije tijd speelde hij football en hield hij zich bezig met countrymuziek. Hij formeerde de band Easy Money Band, die ging optreden in het plaatselijke clubcircuit.
Na enkele jaren verloor hij zijn baan en probeerde hij aanvankelijk geld te verdienen met football. In 1984 besloot hij om zich volledig op de muziek te concentreren. Bij een klein label bracht hij enkele platen uit en speelde hij demotapes in. Producent Harold Shedd werd opmerkzaam en contracteerde hem voor Mercury Records.

## Carrière
Zijn debuutalbum Toby Keith verscheen in 1993 en er werden meer dan twee miljoen exemplaren van verkocht. De single Should've Been a Cowboy van dit album werd een nummer 1-hit in de countryhitlijst, verdere songs haalden de top 10. Samen met zijn producent wisselde hij naar Polydor Records, waar hij in 1994 het album Boomtown inspeelde, dat net zo succesvol was als zijn voorganger. In 1996 keerde hij terug bij Mercury Records en had daar een verdere nummer 1-hit met Me Too.
Een jaar later wisselde hij van producent. Onder James Stroud ging zijn successerie verder. Eind 1999 werd het album How Do You Like Me Now? uitgebracht. De gelijknamige single was de vierde nummer 1-hit en bezette vier weken lang de toppositie. De Academy of Country Music koos How Do You Like Me Now? tot album van het jaar en kenmerkte hem als beste zanger.
Met Pull My Chain bereikte hij in 2001 voor de eerste keer ook de toppositie van de country-albumhitlijst. Het album bracht drie nummer 1-singles voort, van 2000 tot 2002 kwamen zeven singles op rij op de toppositie van de countryhitlijst.
In 2002 bracht hij het album Unleashed uit, dat met Courtesy of the Red, White and Blue (The Angry American) een song bevatte over de terreuraanslagen van 11 september 2001. Critici verweten Keith, daarmee de Afgaanse oorlog te vieren en de grens tussen vaderlandsliefde en hoera-patriottisme te hebben overschreden.
Aangewakkerd werd de onvrede over de song door een citaat in de tv-show op Onafhankelijkheidsdag door de zender ABC, waarbij deze onuitvoerbare vorderingen van Keith aangaf. Van de andere kant werd Keith vaak bekritiseerd. Zangeres Natalie Maines van de Dixie Chicks droeg bijvoorbeeld naar aanleiding van een tv-show een shirt met het opschrift F.U.T.K. (Fuck You, Toby Keith). Dit was een reactie daarop, dat Toby Keith een gemanipuleerde foto had gebruikt als achtergrondmotief tijdens een concert, dat Maines en Saddam Hoessein samen toonde. Uiteraard werd het album ook zijn tot dusver grootste succes en Keith leidde daarmee voor de eerste keer in de countryhitlijst en de Billboard 200-verkoophitlijst.
Ondanks zijn steun aan de oorlogsrichtlijnen van president George W. Bush had Keith zich lang als democraat gekwalificeerd. Hetzelfde album bevat ook het duet Beer for My Horses met de als linksliberaal tellende Willie Nelson, dat als zijn meest succesvolle single zes weken lang de nummer 1-positie bezette van de countryhitlijst en de 22e plaats van de pophitlijst. Van het album werden meer dan vier miljoen exemplaren verkocht, goed voor viervoudig platina.
Een bijzondere handeling van Keith was de steun aan de Amerikaanse soldaten en hij trad ook elk jaar op voor de troepen in het buitenland. Het opvolgende album Shock'n Y'All bevat met American Soldier een speciaal voor de soldaten opgedragen song. Shock'n Y'All is een insinuatie op Shock an Awe. Samen met Courtesy of the Red, White and Blue (The Angry American) vormde het vervolgens de afsluiting bij zijn concerten.
De single werd, net als de beide andere singles I Love This Bar en Whiskey Girl uit het album, onderscheiden met goud. Het album kon de nummer 1-klasseringen van de voorgangers in de country- en de pophitlijsten herhalen. Het album scoorde hoge verkoopcijfers en werd ook onderscheiden met viervoudig platina. In hetzelfde jaar werd hij door de Academy of Country Music gekozen tot entertainer van het jaar.
Na het album Honkytonk University (2005), een verdere countryhitlijst-koploper, eindigde de sinds 1999 durende samenwerking met DreamWorks. Daarop richtte Keith zijn eigen label Show Dog Nashville, waarbij het volgende album White Trash with Money werd uitgebracht. Nadat Keith vanaf 2003 al drie keer was opgetreden in tv-series, draaide hij in 2006 de speelfilm Broken Bridges, waarin hij de hoofdrol speelt van de countrymuzikant Bo Price.
In het opvolgende jaar verscheen met Big Dog Daddy zijn eerste zelf geproduceerde album. Voor de derde keer voerde hij daarmee zowel de countryhitlijst alsook de Billboard 200 aan. Na That Don't Make Me a Bad Guy (2008) verscheen in 2009 het album American Ride. Met de gelijknamige single stond hij voor de 18e keer op de toppositie van de country-singlehitlijst. In totaal heeft Keith meer dan 30 miljoen albums verkocht.
In oktober 2009 werd hij door de Nashville Songwriters Association International als songwriter/Artist of the Decade onderscheiden. Een maand later ging hij voor de eerste keer ook op een tournee door Europa, waar hij vooral optrad in het Verenigd Koninkrijk en Noord-Europa. Zijn vermogen wordt geschat op 320 miljoen dollar.
Keith werd gediagnosticeerd met maagkanker in 2022 en overleed hieraan op 5 februari 2024. Hij werd 62 jaar oud.

## Onderscheidingen
- 2000: Album of the Year (How Do You Like Me Now?!) - ACM
- 2000: Top Male Vocalist - ACM
- 2001: Male Vocalist of the Year - CMA
- 2002: Entertainer of the Year - ACM
- 2002: Country Singles Artist of the Year - Billboard
- 2003: Album of the Year (Shock'n Y' All) - ACM
- 2003: Entertainer of the Year - ACM
- 2003: Top Male Vocalist - ACM
- 2003: Video of the Year (Beer for My Horses) - ACM
- 2009: Songwriter/Artist of the Decade - NSAI

## Discografie

### Singles
- 1993: Should've Been a Cowboy
- 1993: He Ain't Worth Missing
- 1993: A Little Less Talk and a Lot More Action
- 1994: Wish I Didn't Know Now
- 1994: Who's That Man
- 1994: Upstairs Downtown
- 1995: You Ain't Much Fun
- 1995: Big Ol' Truck
- 1995: Santa I'm Right Here
- 1996: Does That Blue Moon Ever Shine on You
- 1996: A Woman's Touch
- 1996: Me Too
- 1997: We Were in Love
- 1997: I'm so Happy I Can't Stop Crying (met Sting)
- 1998: She Ran Away with a Rodeo Clown
- 1998: Dream Walkin'
- 1998: Getcha Some
- 1999: If a Man Answers
- 1999: When Love Fades
- 1999: How Do You Like Me Now?
- 2000: Country Comes to Town
- 2000: Old Toy Trains
- 2000: You Shouldn't Kiss Me Like This
- 2001: I'm Just Talkin' About Tonight
- 2001: I Wanna Talk About Me
- 2001: My List
- 2002: Courtesy of the Red, White and Blue (The Angry American)
- 2002: Beer for My Horses (met Willie Nelson)
- 2002: Who's Your Daddy?
- 2003: Rock You Baby
- 2003: I Love This Bar
- 2003: American Soldier
- 2004: Whiskey Girl
- 2004: Stays in Mexico
- 2004: Mockingbird (met Krystal1))
- 2005: Honkytonk U
- 2005: As Good as I Once Was
- 2005: Big Blue Note
- 2006: Get Drunk and Be Somebody
- 2006: A Little Too Late
- 2006: Crash Here Tonight
- 2007: High Maintenance Woman
- 2007: Love Me If You Can
- 2007: Get My Drink On
- 2007: Rockin' Around the Christmas Tree
- 2007: Winter Wonderland
- 2007: Let It Snow, Let It Snow, Let It Snow
- 2008: Little Drummer Boy
- 2008: She's a Hottie
- 2008: She Never Cried in Front of Me
- 2008: God Love Her
- 2008: That Don't Make Me a Bad Guy
- 2009: Lost You Anyway
- 2009: American Ride
- 2009: Cryin' for Me (Wayman's Song)
- 2009: Every Dog Has Its Day
- 2010: Trailerhood
- 2010: Bullets in the Gun
- 2011: Somewhere Else
- 2011: Made in America
- 2011: Red Solo Cup
- 2012: Beers Ago

### Albums
Mercury Records
- 1993: Toby Keith
- 1997: Dream Walkin'

Polydor Records
- 1995: Boomtown
- 1997: Christmas to Christmas

A&M Records
- 1996: Blue Moon

Polygram
- 1998: Greatest Hits Volume 1

Dreamworks
- 1999: How Do You Like Me Now?
- 2001: Pull My Chain
- 2002: Unleashed
- 2003: Shock'n Y'All
- 2004: Greatest Hits Volume 2
- 2005: Honkytonk University

Mercury Nashville
- 2003: 20th Century Masters – The Best of Toby Keith

Show Dog Nashville/Universal Records
- 2006: White Trash with Money
- 2007: Big Dog Daddy
- 2007: A Classic Christmas
- 2008: 35 Biggest Hits
- 2008: That Don't Make Me a Bad Guy
- 2009: American Ride
- 2010: Bullets in the Gun
- 2011: Clancy's Tavern
- 2012: Hope on the Rocks
- 2013: Drinks After Work
- 2015: 35 Mph Town
- 2017: The Bus Songs

## Filmografie
- 2000: The Dukes of Hazzard: Hazzard in Hollywood! (als zichzelf)
- 2006: Broken Bridges
- 2008: Beer for My Horses

- Bibsys: 13062655
- Bibliothèque nationale de France: cb140395884 (data)
- Gemeinsame Normdatei: 135419778
- International Standard Name Identifier: 0000 0001 1444 9384
- Library of Congress Control Number: no95007699
- MusicBrainz: 2f951906-5629-4fef-a260-5033151c162a
- Nationale Bibliotheek van Tsjechië: xx0071598
- Nationale Bibliotheek van Israël: 987007413510805171
- Nederlandse Thesaurus van Auteursnamen: 32061610X
- Réseau des bibliothèques de Suisse occidentale: 02-A006020982
- SNAC: w6cw9x9t
- Système universitaire de documentation: 158334205
- Virtual International Authority File: 56811075
- WorldCat: E39PBJkhFvfrtwx8DG3xwB6kDq